# HD 199579
HD 199579，又名BD+44 3639，SAO 50263、HR 8023，是一颗恒星，视星等为5.96，位于銀經85.7，銀緯-0.3，其B1900.0坐标为赤經20h 53m 3.1s，赤緯+44° -0.3′ 24″。